# Cueta simplicior
Cueta simplicior är en insektsart som beskrevs av Navás 1934. Cueta simplicior ingår i släktet Cueta och familjen myrlejonsländor. Inga underarter finns listade i Catalogue of Life.